# Mads Toppel
Mads Toppel (Odense, 30 gennaio 1982) è un ex calciatore danese, di ruolo portiere.

## Carriera

### Club
Toppel vestì le maglie di B 1909, Randers, Tromsø e Odense. Debuttò per quest'ultimo club il 29 maggio 2011, quando fu titolare nella sconfitta per 2-0 contro il Lyngby.